# Birgitta Radermacher
Birgitta Radermacher (* 14. Juni 1956 in Köln) ist eine deutsche Juristin und Kommunalpolitikerin (CDU). Von 2017 bis 2022 war sie Regierungspräsidentin im Regierungsbezirk Düsseldorf.

## Leben und Wirken
Das Studium der Rechtswissenschaften absolvierte Radermacher wie ihr Referendariat in Köln. 1986 legte sie das zweite Staatsexamen ab. Als Rechtsanwältin für Familienrecht war sie von 1987 bis 2008 in ihrer Heimatstadt Köln tätig, bis sie in Siegen als Beigeordnete für Schule, Jugend, Sport und Kultur der CDU tätig wurde. In dieser Funktion saß sie im Jugendhilfeausschuss. Zuvor saß sie von 1999 bis 2004 im Kölner Stadtrat und war Vorsitzende des dortigen Jugendhilfe-Ausschusses.
2005 bemühte sie sich erfolglos parteiintern um die Kandidatur zum Deutschen Bundestag im Wahlkreis 101 Leverkusen/Köln-Mülheim.
Am 4. Januar 2010 wurde sie zur Polizeipräsidentin im Polizeipräsidium Wuppertal berufen und damit zur Vorgesetzten von etwa 1800 Polizisten in Wuppertal, Solingen und Remscheid. Sie trat die Nachfolge des im Januar 2009 ins Innenministerium gewechselten Joachim Werries an. In ihrer Amtszeit wird seit 2014 das aus den 1930er Jahren stammende denkmalgeschützte Gebäude des Polizeipräsidiums an der Friedrich-Engels-Allee umfangreich saniert. Im Mai 2015 wurde sie für drei Jahre zur Vorsitzenden der Arbeitsgemeinschaft der Polizeipräsidenten in Deutschland gewählt und löste in dieser Funktion den Polizeipräsidenten von Münster, Hubert Wimber, ab.
Der nordrhein-westfälische Ministerpräsident Armin Laschet berief Birgitta Radermacher zum 1. September 2017 als Nachfolgerin von Annemarie Lütkes zur Düsseldorfer Regierungspräsidentin. Dieses Amt hatte sie bis zum 31. August 2022 inne. Ihr folgte Thomas Schürmann nach.